# قبة الإمام الشافعي
قبة وضريح الإمام الشافعي بالقاهرة شيده السلطان الكامل الأيوبي عام 1211 م فوق قبر الإمام الشافعي مؤسس المذهب الشافعي ، ولم يبق منه الآن إلا الضريح الخشبي المحفور ذو الرسوم الرائعة، ويعد هذا الضريح المغطى بقبة خشبية مزدوجة من أعظم مباني العصور الوسطى وأجملها زخرفة.

## ضريح الامام الشافعي
الموقع- يقع الضريح بشارع الامام الشافعي بقرافة الامام الشافعي.
المنشئ- السلطان الكامل ابن الملك العادل.
تاريخ الإنشاء- 608 هـ - 1211م.
سبب الإنشاء- تعظيما للامام الشافعي.

## عمارة الضريح
يعد ضريح الامام الشافعي من أكبر اضرحة مصر على الإطلاق فهو يتكون من مساحة مربعة طول ضلعها من الداخل 15م وله جدران سميكة جدا مما يؤهلها لحمل قبة ضخمة.
المدخل
للضريح مدخل واحد بالضلع الشمالي الشرقي، وهو صغير والجدران سميكة، نشأ من ذلك دهليز صغير طوله سمك الجدران، يغلق ببابين بكل طرف من أطرافه، الباب الخارجي له مصراعان من الفضة، والباب الداخلي له مصراعان عرض كل منهما 98 سم وارتفاعه 3م.
القبة
تعد قبة الامام الشافعي من أجمل القباب التي بنيت في مصر وتعد أقدم قبة خشبية بنيت في مصر، يزيد من أهميتها انها ترجع إلى العصر الايوبي في عهد السلطان الكامل.
المحاريب: بنيت في الجهة الجنوبية الشرقية من الضريح 3 محاريب ضخمة أوسعها أوسطها.

## التطور المعماري
تطورت مناطق الانتقال تطورا ملحوظا ويمكن أن نميز بين نوعين :
الأول- يتكون من حطتين من المقرنصات ذات العقود المنكسرة تتكون كل حطة من ثلاث حنايا.
الثاني- يتكون من ثلاث حطات من المقرنصات ذات العقود المنكسرة وتتكون الحطات من المقرنصات الخشبية.
ويتضح ذلك في مناطق انتقال قبة الامام الشافعي حيث تحتوى :
الحطة الأولى- على خمس حنايا.
الحطة الثانية- على سبع حنايا.
الحطة الثالثة- على ثلاث حنايا.
وتعد هذه من أهم ملامح التطور في العصر الأيوبي.

## النصوص الموجودة بالقبة
النصوص الموجودة بالقبة من الداخل
تزخر قبة الامام الشافعي بعدد كبير من النصوص المنوعة وهي:
النصوص القرانية- مثل آية الكرسي.
النصوص الكتابية- أهمها ما روي عن النبي محمد صلى الله عليه وسلم حيث تحدث عن عالم سياتي بعده من نسل عبد مناف، وقد صدق الحبيب حيث قال: عالم قريش يملأ طباق الأرض علما وهي بالفعل تنطبق على الامام الشافعي حيث فتح الله عليه بالعلم الواسع.
النصوص التاسيسية- يحفل الضريح بعدد كبير من النصوص التي تشير إلى أعمال الإصلاح والترميم.

## التراكيب
التراكيب الخشبية داخل الضريح
يوجد داخل الضريح عدد اربع تركيبات خشبية هي:
الامام الشافعي- ام السلطان الكامل - السلطان الكامل الايوبي -
اسرة عبد الحكم وهي الاسرة التي استضافت الامام الشافعي.
تركيبة الامام الشافعي
تعد أهم هذه التراكيب ويعتبر هذا التابوت الوحيد الذي تبقى من عمارة
صلاح الدين الايوبي لتربة الامام الشافعي, وشكله مستطيل وله غطاء هرمي حافل بالنقوش الكتابية.
يوجد بمقدمة التركيبة الخشبية كتابة بالخط الكوفي نصها:
بسم الله الرحمن الرحيم وان ليس للإنسان الا ما سعى وان سعيه سوف يرى ثم يجزاه الجزاء الاوفى هذا قبر الفقيه الامام ابى عبد الله محمد بن ادريس بن العباس بن عثمان بن شافع بن السائب بن عبد يزيد بن الهاشم بن المطلب بن عبد مناف.ولد سنة خمسين ومئة وعاش إلى سنة اربع ومائتين ومات يوم الجمعة آخر يوم من رجب من السنة المذكورة ودفن من يومه بعد العصر.

## معرض صور

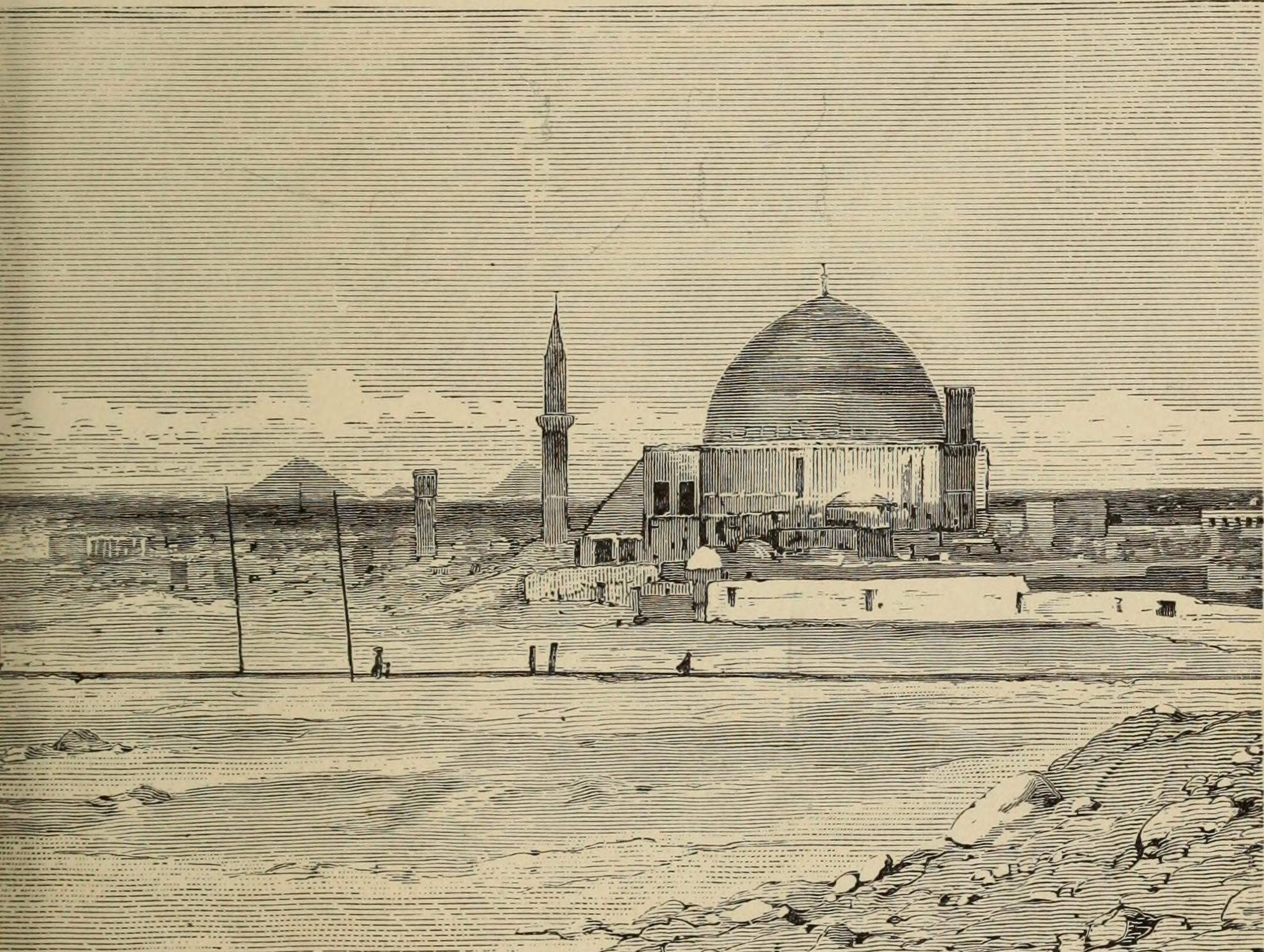
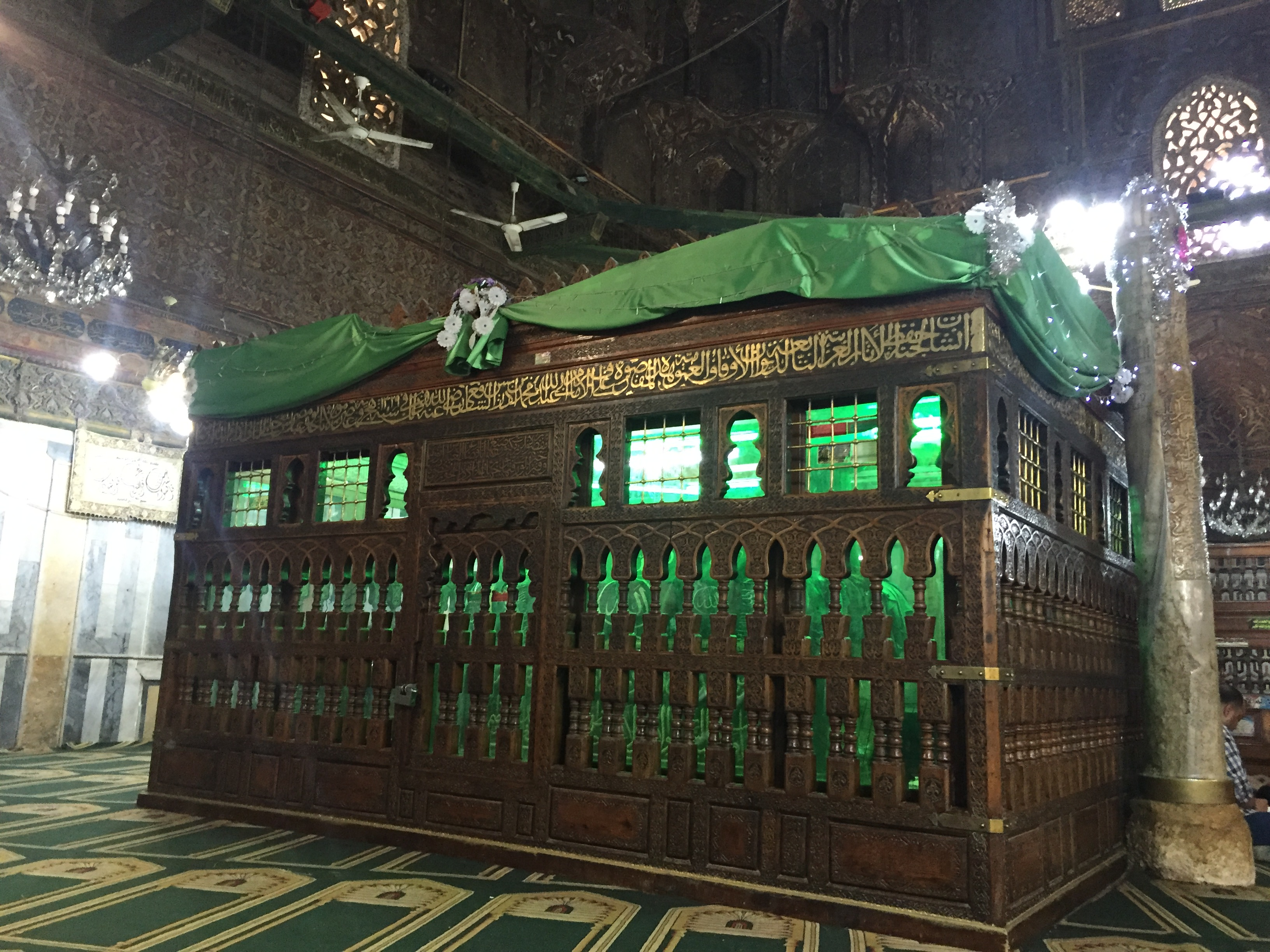